# Michel (patronyme)
Pour les articles homonymes, voir Michel.
Cette page présente le nom de famille Michel ainsi que ses variantes.
Michel est un patronyme français.

## Étymologie
Michel vient du prénom Michel.

## Popularité
Michel est le 12e nom de famille le plus porté en France.

## Personnalités portant ce patronyme
- Adolphe Michel, footballeur français ;
- Adrien Michel (1844-1932), homme politique français ;
- Aimé Michel (1919-1992), ufologue français ;
- Alain Michel  ;
- Albert Michel (1909-1981), acteur français ;
- Albin Michel (1873-1943), éditeur français ;
- Ambroise Michel (1982-), acteur et réalisateur français ;
- Anaïs Michel (1988-), haltérophile française ;
- André Michel  ;
- Andrée Michel (1920-2022), sociologue française ;
- Antonin Michel (1977-), scrabbleur français ;
- Augustin Michel (1882-1970), homme politique français ;
- Béatrice Michel (1959-), actrice française ;
- Bénédicte Michel (1955-), biochimiste française, médaille d'argent du CNRS en 2002
- Benoît Michel  ;
- Blanche Michel (1888-?), nageuse française ;
- Charles Michel  ;
- Claude Michel  ;
- Claire Michel (1988-), triathlète belge ;
- Claude Étienne Michel (1772-1815), général d'Empire ;
- Claude-Louis-Samson Michel (1754–1814), procureur général de la Cour d’appel de Douai ;
- Dana Michel, chorégraphe et performeuse canadienne ;
- Darlin Johancy Michel (1988-), guitariste, compositeur, pianiste et opérateur culturel haïtien ;
- Davina Michel (1997-), boxeuse française ;
- Désiré Michel (1793-1850), homme politique français ;
- Dominique Michel (1932-), comédienne canadienne ;
- Édouard Michel (1873-1953), historien de l'art français ;
- Édouard Michel, nom de naissance de l'écrivain Michel Déon ;
- Émile Michel (1828-1909), peintre et critique d'art français ;
- Éric Michel (1962-), artiste multimédia, peintre, sculpteur et photographe français ;
- Ernest Michel (1833-1902), peintre français ;
- Ernest Michel (1837-1896), explorateur français ;
- Ernesto Michel (1970-), joueur de basket-ball argentin ;
- Francisque Michel (1809-1887), philologue et médiéviste français ;
- François Michel  ;
- François-Émile Michel (1818-1909), peintre français ;
- Gaston Michel (1856-1921), acteur français ;
- Georges Michel  ;
- Guy Michel  ;
- Harald Michel (1949-2017), homme politique allemand ;
- Henri Michel  ;
- Hermann Michel  ;
- Hubert Michel (1960-), écrivain français ;
- Jacqueline Michel (?-1981), journaliste, critique de cinéma française ;
- Jacques Michel (1941-), musicien québécois ;
- James Michel (1944-), homme politique seychellois ;
- Jean Michel  ;
- Jean-Baptiste Pierre Michel (1738-après 1803), général de brigade français ;
- Jean Bernard Michel de Bellecour (1739-1804), général de division français ;
- Jean-Christian Michel compositeur et clarinettiste français ;
- Jean-Louis Michel  ;
- Jean-Paul Michel (1940-2020), peintre, sculpteur, et architecte suisse ;
- Jean-Paul Michel (1948-), poète et critique littéraire français ;
- Jean-Pierre Michel  ;
- Jessica Michel (1982-), cavalière française ;
- Johann Michel (1972-), philosophe et un politiste français ;
- Joseph Michel
- Julian Michel (1992-), footballeur français ;
- Laure Michel (?-), animatrice de télévision française ;
- Louis Michel  ;
- Louis-Charles-Jean-Baptiste Michel (1761-1845), évêque français ;
- Louise Michel  ;
- Ľuboš Micheľ (1968-), arbitre slovaque de football ;
- Luc Michel  ;
- Kaspar Michel (1970-), personnalité politique du canton de Schwytz
- Marc Michel  ;
- Marcel Michel  ;
- Marjorie Michel, femme politique canadienne ;
- Mathieu Michel  ;
- Matthias Michel (1963-), homme politique suisse ;
- Michel Georges-Michel (1883-1985), peintre et homme de lettres français ;
- Michel Michel (1939-); géographe français ;
- Monica Michel (1955-), femme politique française ;
- Natacha Michel (1941-), romancière et critique littéraire française ;
- Nataly Michel (1990-), escrimeuse mexicaine ;
- Nicolas Michel  ;
- Océane Michel (1977-), mieux connue sous son pseudonyme d'Oshen, chanteuse, animatrice de radio, comédienne, écrivain, metteur en scène française ;
- Odile Michel (1959-), actrice et metteur en scène française ;
- Patrick Michel  ;
- Paul Michel (1905-1977), joueur d'échecs allemand et argentin ;
- Paul-Amaury Michel (1912-1988), architecte belge ;
- Paul-Baudouin Michel (1930-2020), compositeur, pédagogue, conférencier et écrivain belge ;
- Peggy Michel (1949-), joueuse américaine de tennis ;
- Pierre Michel  ;
- Pierre-Joseph Michel (1788-1854), botaniste belge ;
- Régis Michel, écrivain français ;
- Robert Michel (1923-2017), homme politique américain ;
- Roberto Michel ou Robert Michel (1721-1786), sculpteur français ayant exercé essentiellement en Espagne ;
- Rolf Michel (1945-), physicien allemand ;
- Sarah Michel (1989-), joueuse française de basket-ball ;
- Serge Michel  ;
- Simone Michel-Lévy (1906-1945), résistante française, compagnon de la libération ;
- Sven Michel (1988-), curleur suisse ;
- Thierry Michel (1952-), réalisateur belge ;
- Victor Constant Michel (1850-1937), général français ;
- Victor Michel (1915-1982), résistant belge ;
- Yohann Michel (1985-), connu comme Yohann Malory, Malory et Tyron Carter, chanteur et auteur-compositeur-interprète français.

## Personnages de fiction portant ce prénom
Michel peut désigner :
- Mère Michel, un personnage d'une comptine pour enfant dans laquelle elle a perdu son chat ;
- Vivienne Michel, James Bond girl, un personnage principal du roman Motel 007 de Ian Fleming.